# Orbitale atomico

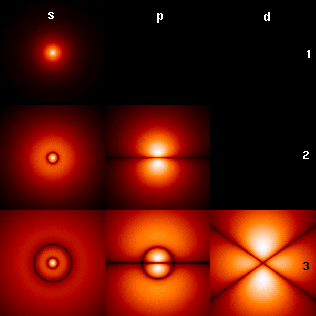
Rappresentazione degli orbitali atomici s, p, d.

Un orbitale atomico è una funzione d'onda {\displaystyle \Psi } che descrive il comportamento di un elettrone in un atomo. In chimica si distingue, in generale, tra orbitale atomico e orbitale molecolare; in fisica invece il concetto di orbitale viene usato per descrivere un qualsiasi insieme di autostati di un sistema.
La funzione d'onda {\displaystyle \Psi } in sé non ha un particolare significato fisico, mentre il suo modulo al quadrato {\displaystyle |\Psi |^{2}} è la densità di probabilità di trovare l'elettrone in una determinata posizione nella zona di spazio attorno al nucleo dell'atomo. In particolare la "forma" degli orbitali atomici corrisponde alla superficie dello spazio attorno al nucleo dove l'elettrone può trovarsi con elevata probabilità.
Tale definizione di orbitale atomico a partire dalle funzioni d'onda, che descrivono il comportamento dell'elettrone in senso probabilistico, è necessaria poiché in base al principio di indeterminazione di Heisenberg non è possibile conoscere simultaneamente, con precisione arbitraria, posizione e quantità di moto di una particella del mondo microscopico come l'elettrone.

## Descrizione

### Base quantomeccanica
In meccanica quantistica e in chimica quantistica è necessario generalizzare il concetto classico di orbita per renderlo compatibile col principio di indeterminazione di Heisenberg. Infatti la meccanica quantistica prevede che non sia possibile associare contemporaneamente ad una particella una posizione e una quantità di moto ben definita. Il concetto di orbita di un elettrone è sostituito da quello di orbitale, ossia la parte dello spazio entro la quale è alta la probabilità di trovare una particella. In questo contesto non ha senso studiare la traiettoria seguita da un corpo ma se ne studiano gli autostati. Formalmente un orbitale è definito come la proiezione della funzione d'onda sulla base della posizione.
Questa nomenclatura è stata introdotta dopo il modello atomico proposto da Niels Bohr e l'esperimento di Rutherford.
L'emissione di una radiazione durante il moto di rivoluzione degli elettroni intorno al nucleo portava alla conseguenza teorica per la quale l'elettrone avrebbe dovuto perdere gradualmente energia fino a collassare sul nucleo stesso con un movimento a spirale, fenomeno che in realtà non si osserva sperimentalmente. Inizialmente si postulò l'esistenza di un'infinità discreta, di un numero finito di orbite possibili, senza che vi fosse un modello fisico, in grado di giustificare questo assunto. Bohr fornì una spiegazione in base al dualismo onda-particella: due onde in fase si sommano, mentre due onde in opposizione di fase si annullano.
I movimenti di elettroni lungo orbite fuori fase, cresta d'onda contro ventre, sarebbero distrutti dal fenomeno dell'interferenza. Per cui, possono avere luogo solo movimenti a lunghezza d'onda in fase, che definiscono gli orbitali, e, per essere in fase, sono multipli interi di un valore base, la costante di Planck.

### Orbitali atomici
Solitamente in chimica, per favorirne la visualizzazione, un orbitale atomico viene approssimato con quella regione di spazio attorno al nucleo atomico in cui la probabilità di trovare un elettrone è massima (massima densità di probabilità) ed è delimitata da una superficie sulla quale il modulo dell'ampiezza della funzione d'onda è costante (generalmente normalizzata a uno). In altre parole, una regione di spazio attorno ad un nucleo atomico in cui la probabilità di trovarvi un elettrone è massima (di solito superiore ad un limite convenzionalmente fissato nel 95%) è usata per rappresentare graficamente un orbitale atomico di quell'elettrone.

Visivamente, tale orbitale può essere meglio rappresentato mediante una nuvola la cui intensità del colore è proporzionale alla densità di probabilità di trovare l'elettrone in quel punto e con forme tali dal comprendere il 95% della probabilità elettronica. Quest'ultima, in ogni punto dello spazio attorno al nucleo, è pari al quadrato del modulo della funzione d'onda dell'elettrone nel punto stesso.

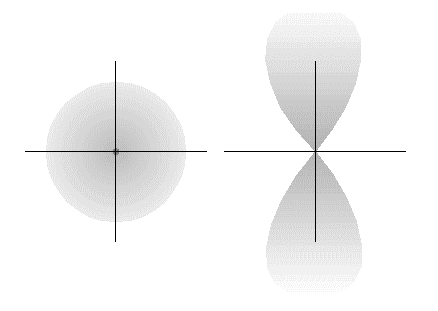
La forma di un orbitale (orbitale sferico) e di uno dei tre orbitali (orbitali a doppia asola). Al centro degli assi si trova il nucleo. L'asse è perpendicolare al piano di lettura.

Esistono 4 tipi di orbitali negli atomi non eccitati: {\displaystyle s} (sharp), {\displaystyle p} (principal), {\displaystyle d} (diffuse), {\displaystyle f} (fundamental). In quelli eccitati si possono trovare altri orbitali i quali procedono in ordine alfabetico da {\displaystyle f} {\displaystyle (g,h,\ldots )}.
Considerando il campo coulombiano di simmetria sferica, moltiplicando il quadrato della funzione d'onda {\displaystyle \Psi ^{2}} per il volume elementare dτ, uguale in questo caso a {\displaystyle 4\pi r^{2}dr}, è possibile calcolare la probabilità che ha un elettrone di trovarsi in uno spazio sferico definito dallo spessore {\displaystyle dr} della sfera di raggio {\displaystyle r}. In particolare, usando la forma {\displaystyle Pdr}, risulta {\displaystyle P=4\pi r^{2}\Psi ^{2}} e questo valore di {\displaystyle P} viene definito "funzione di distribuzione radiale".
Il numero e l'estensione degli orbitali atomici è deducibile dalla soluzione dell'equazione di Schrödinger per un elettrone confinato nella buca del potenziale elettrico generato dal nucleo ed è correlato ai numeri quantici che identificano il livello energetico in cui si trova l'elettrone stesso.
Un orbitale può possedere "nodi", definiti come spazi nei quali il valore della funzione d'onda cambia segno. Ciò corrisponde ad un valore della funzione di distribuzione radiale, e di conseguenza della probabilità di trovare un elettrone, nulla. Essi possono essere di due tipi: nodo radiale (la probabilità è nulla ad un determinato raggio dall'origine) o nodo angolare (la probabilità è nulla ad un certo angolo dall'origine).
- Il numero quantico principale {\displaystyle n}, che può assumere valori interi non inferiori a {\displaystyle 1},[4] definisce il livello dell'energia (autovalore dell'equazione di Schrödinger), l'estensione dell'orbitale e il numero totale di nodi, considerando come nodo anche una superficie sferica a distanza infinita dal nucleo;
- Il numero quantico azimutale (o numero quantico angolare) {\displaystyle l}, che può assumere valori interi positivi compresi tra {\displaystyle 0} ed {\displaystyle n-1},[4] a cui è legato il numero di nodi non sferici e, indirettamente, la simmetria dell'orbitale. La formula che si riferisce al numero quantico {\displaystyle l} è {\displaystyle 0\leq l\leq n-1};
- Il numero quantico magnetico {\displaystyle m_{l}}, che può assumere valori interi compresi tra {\displaystyle +l} e {\displaystyle -l},[4] a cui sono legati il tipo di nodo - planare o conico - la sua orientazione nello spazio e la molteplicità degli orbitali. La formula che si riferisce al numero quantico {\displaystyle m_{l}} è {\displaystyle -l\leq m_{l}\leq +l}.
- Il numero quantico di spin {\displaystyle m_{s}}, che può assumere due valori (perché le particelle considerate in questo caso (elettroni) sono fermioni (hanno spin 1/2)): {\displaystyle m_{s}=\pm 1/2}, rappresenta i due orientamenti possibili in un campo magnetico del momento magnetico associato alla rotazione (spin) dell'elettrone sul proprio asse.

Il numero totale dei nodi in un orbitale è dato da {\displaystyle n-1}. Di questi, {\displaystyle l} sono nodi angolari (e quindi il loro numero dipende esclusivamente dal tipo di orbitale; ad esempio gli orbitali {\displaystyle d} hanno sempre {\displaystyle 2} nodi angolari) e dunque {\displaystyle n-l-1} sono i nodi radiali.
In base al principio di esclusione di Pauli, ogni orbitale può contenere al massimo due elettroni, dato che essi sono fermioni. Secondo il cosiddetto principio dell'Aufbau, gli orbitali vengono riempiti partendo da quelli ad energia minima (stato fondamentale) e riempiendo, via via, quelli ad energia superiore; se sono presenti degli orbitali "degeneri" (ovvero più autostati per un unico autovalore, come ad esempio i tre orbitali {\displaystyle p}), si applica la cosiddetta regola di Hund, secondo la quale gli elettroni si distribuiscono preferenzialmente in modo da occuparne il maggior numero.
La disposizione degli elettroni negli orbitali atomici costituisce la configurazione elettronica di un atomo, dalla quale dipendono la reattività, la valenza e la geometria delle molecole che questi va a comporre.
|                     | {\displaystyle s} {\displaystyle (l=0)} | {\displaystyle p} {\displaystyle (l=1)} | {\displaystyle p} {\displaystyle (l=1)} | {\displaystyle p} {\displaystyle (l=1)} | {\displaystyle d} {\displaystyle (l=2)} | {\displaystyle d} {\displaystyle (l=2)} | {\displaystyle d} {\displaystyle (l=2)} | {\displaystyle d} {\displaystyle (l=2)} | {\displaystyle d} {\displaystyle (l=2)} | {\displaystyle f} {\displaystyle (l=3)} | {\displaystyle f} {\displaystyle (l=3)} | {\displaystyle f} {\displaystyle (l=3)} | {\displaystyle f} {\displaystyle (l=3)} | {\displaystyle f} {\displaystyle (l=3)} | {\displaystyle f} {\displaystyle (l=3)} | {\displaystyle f} {\displaystyle (l=3)} |
|                     | {\displaystyle m_{l}=0}                 | {\displaystyle m_{l}=0}                 | {\displaystyle m_{l}=-1}                | {\displaystyle m_{l}=+1}                | {\displaystyle m_{l}=0}                 | {\displaystyle m_{l}=-1}                | {\displaystyle m_{l}=+1}                | {\displaystyle m_{l}=-2}                | {\displaystyle m_{l}=+2}                | {\displaystyle m_{l}=0}                 | {\displaystyle m_{l}=-1}                | {\displaystyle m_{l}=+1}                | {\displaystyle m_{l}=-2}                | {\displaystyle m_{l}=+2}                | {\displaystyle m_{l}=-3}                | {\displaystyle m_{l}=+3}                |
|                     | {\displaystyle s}                       | {\displaystyle p_{z}}                   | {\displaystyle p_{x}}                   | {\displaystyle p_{y}}                   | {\displaystyle d_{z^{2}}}               | {\displaystyle d_{xz}}                  | {\displaystyle d_{yz}}                  | {\displaystyle d_{xy}}                  | {\displaystyle d_{x^{2}-y^{2}}}         | {\displaystyle f_{z^{3}}}               | {\displaystyle f_{xz^{2}}}              | {\displaystyle f_{yz^{2}}}              | {\displaystyle f_{xyz}}                 | {\displaystyle f_{z(x^{2}-y^{2})}}      | {\displaystyle f_{x(x^{2}-3y^{2})}}     | {\displaystyle f_{y(3x^{2}-y^{2})}}     |
| ------------------- | --------------------------------------- | --------------------------------------- | --------------------------------------- | --------------------------------------- | --------------------------------------- | --------------------------------------- | --------------------------------------- | --------------------------------------- | --------------------------------------- | --------------------------------------- | --------------------------------------- | --------------------------------------- | --------------------------------------- | --------------------------------------- | --------------------------------------- | --------------------------------------- |
| {\displaystyle n=1} |                                         |                                         |                                         |                                         |                                         |                                         |                                         |                                         |                                         |                                         |                                         |                                         |                                         |                                         |                                         |                                         |
| {\displaystyle n=2} |                                         |                                         |                                         |                                         |                                         |                                         |                                         |                                         |                                         |                                         |                                         |                                         |                                         |                                         |                                         |                                         |
| {\displaystyle n=3} |                                         |                                         |                                         |                                         |                                         |                                         |                                         |                                         |                                         |                                         |                                         |                                         |                                         |                                         |                                         |                                         |
| {\displaystyle n=4} |                                         |                                         |                                         |                                         |                                         |                                         |                                         |                                         |                                         |                                         |                                         |                                         |                                         |                                         |                                         |                                         |
| {\displaystyle n=5} |                                         |                                         |                                         |                                         |                                         |                                         |                                         |                                         |                                         | -                                       | -                                       | -                                       | -                                       | -                                       | -                                       | -                                       |
| {\displaystyle n=6} |                                         |                                         |                                         |                                         | -                                       | -                                       | -                                       | -                                       | -                                       | -                                       | -                                       | -                                       | -                                       | -                                       | -                                       | -                                       |
| {\displaystyle n=7} |                                         | -                                       | -                                       | -                                       | -                                       | -                                       | -                                       | -                                       | -                                       | -                                       | -                                       | -                                       | -                                       | -                                       | -                                       | -                                       |

### Esempi
- idrogeno: {\displaystyle 1} elettrone nell'orbitale {\displaystyle 1s}: {\displaystyle \mathbf {1s^{1}} }

con un elettrone spaiato, è in grado di formare un legame semplice con gli altri atomi
|    | \| 1s \| \| -- \| \| ↑ \| \| \| |
| 1s |                                 |
| ↑  |                                 |
|    |                                 |

- elio: {\displaystyle 2} elettroni nell'orbitale {\displaystyle 1s}: {\displaystyle \mathbf {1s^{2}} }

non ha elettroni spaiati, non è in grado di formare legami con gli altri atomi;
|    | \| 1s \| \| -- \| \| ↑↓ \| \| \| |
| 1s |                                  |
| ↑↓ |                                  |
|    |                                  |

- azoto: {\displaystyle 2} elettroni nell'orbitale {\displaystyle 1s}, {\displaystyle 2} nel {\displaystyle 2s}, {\displaystyle 3} nel {\displaystyle 2p}: {\displaystyle \mathbf {1s^{2}\;2s^{2}\;2p^{3}} }

con tre elettroni spaiati - uno in ogni orbitale {\displaystyle 2p} - è in grado di formare tre legami (ammoniaca: {\displaystyle NH_{3}})
| 1s |
| -- |
| ↑↓ |
|    |

| 2s |
| -- |
| ↑↓ |
|    |

| 2p | 2p | 2p |
| -- | -- | -- |
| ↑  | ↑  | ↑  |
|    |    |    |

- ossigeno: {\displaystyle 2} elettroni nell'orbitale {\displaystyle 1s}, {\displaystyle 2} nel {\displaystyle 2s}, {\displaystyle 4} nel {\displaystyle 2p}: {\displaystyle \mathbf {1s^{2}2s^{2}2p^{4}} }

con due elettroni spaiati - un orbitale {\displaystyle 2p} ne alloca due, gli altri due uno ciascuno - è in grado di formare due legami (acqua: {\displaystyle H_{2}O}).
| 1s |
| -- |
| ↑↓ |
|    |

| 2s |
| -- |
| ↑↓ |
|    |

| 2p | 2p | 2p |
| -- | -- | -- |
| ↑↓ | ↑  | ↑  |
|    |    |    |

Il modello, però, costruito così semplicemente, non è perfettamente compatibile con i dati sperimentali. Se, ad esempio, l'azoto lega tre atomi a sé tramite i suoi orbitali {\displaystyle p}, allora l'ammoniaca dovrebbe avere i suoi legami a {\displaystyle 90^{\circ }} di distanza l'uno dall'altro. Sappiamo, dai dati sperimentali, che non è così; l'angolo formato da due legami {\displaystyle N-H} è di circa {\displaystyle 107^{\circ }}.
Il carbonio ha la seguente configurazione elettronica: {\displaystyle 1s^{2}2s^{2}2p^{2}} - due elettroni spaiati negli orbitali {\displaystyle p}; però l'unico composto del carbonio in cui questi scambia due legami è l'ossido di carbonio, {\displaystyle C=O}: in tutti gli altri suoi composti il carbonio forma con gli atomi vicini quattro legami.

### Orbitali atomici ibridi
Gli orbitali atomici convenzionali vengono ottenuti risolvendo l'equazione di Schrödinger per sistemi idrogenoidi (ovvero un nucleo carico positivamente attorno al quale orbita un unico elettrone). Questi formano una base completa per descrivere tutti gli stati del sistema. Tuttavia, quando ci sono due o più elettroni che interagiscono fra di loro, questi orbitali non sono più autostati del sistema. Invece che definire un nuovo insieme di orbitali, per ogni possibile numero di elettroni attorno al nucleo, si preferisce, solitamente, descrivere tutti i sistemi come combinazione lineare degli orbitali, ottenuti per atomi idrogenoidi.

In chimica queste combinazioni vengono solitamente chiamate orbitali ibridi e si hanno i seguenti casi:
- {\displaystyle s+p}→ due orbitali ibridi {\displaystyle sp} allineati lungo l'asse dell'orbitale {\displaystyle p} originario che puntano in direzioni opposte, quindi con un angolo di {\displaystyle 180^{\circ }} fra loro;
- {\displaystyle s+2p}→ tre orbitali ibridi {\displaystyle sp^{2}} che giacciono sul piano formato dai due orbitali {\displaystyle p} di partenza e puntano ai tre vertici di un triangolo equilatero, quindi con un angolo di {\displaystyle 120^{\circ }} fra loro;
- {\displaystyle s+3p}→ quattro orbitali ibridi {\displaystyle sp^{3}} che puntano ai quattro vertici di un tetraedro, quindi con un angolo di {\displaystyle (109.47)^{\circ }} fra loro.[7]

Forma degli orbitali del carbonio.

Forma degli orbitali del carbonio.

L'ibridazione porta ad avere un gruppo di orbitali degeneri in cui gli elettroni andranno a distribuirsi occupandone il più possibile; prendiamo l'esempio del carbonio, la cui configurazione elettronica stabile è:
{\displaystyle 1s^{2}\;2s^{2}\;2p^{2}}
{\displaystyle C\quad {\frac {\uparrow \downarrow }{1s}}\;{\frac {\uparrow \downarrow }{2s}}\;{\frac {\uparrow \,}{2p_{x}}}\;{\frac {\uparrow \,}{2p_{y}}}\;{\frac {\,\,}{2p_{z}}}}
E diventa, in ibridazione {\displaystyle sp^{3}}:
{\displaystyle 1s^{2}\;2(sp^{3})^{4}}
{\displaystyle C^{*}\quad {\frac {\uparrow \downarrow }{1s}}\;{\frac {\uparrow \,}{sp^{3}}}\;{\frac {\uparrow \,}{sp^{3}}}{\frac {\uparrow \,}{sp^{3}}}{\frac {\uparrow \,}{sp^{3}}}}
In questa configurazione ibrida, il carbonio presenta quattro elettroni spaiati, ognuno in un orbitale {\displaystyle sp^{3}}, configurazione che spiega i quattro legami formati dal carbonio nei suoi composti e la geometria tetraedrica delle molecole in cui compare (ad esempio nel caso degli alcani).
Invece, in ibridazione {\displaystyle sp^{2}}, solo due orbitali {\displaystyle p} vengono ibridati (ad esempio nel caso degli alcheni):
{\displaystyle 1s^{2}\;2(sp^{2})^{3}\;2p^{1}}
{\displaystyle C^{*}\quad {\frac {\uparrow \downarrow }{1s}}\;{\frac {\uparrow \,}{sp^{2}}}\;{\frac {\uparrow \,}{sp^{2}}}{\frac {\uparrow \,}{sp^{2}}}{\frac {\uparrow \,}{p}}}
Analogamente, in ibridazione {\displaystyle sp}, solo un orbitale {\displaystyle p} viene ibridato (ad esempio nel caso degli alchini):
{\displaystyle 1s^{2}\;2(sp)^{2}\;2p^{2}}
{\displaystyle C^{*}\quad {\frac {\uparrow \downarrow }{1s}}\;{\frac {\uparrow \,}{sp}}\;{\frac {\uparrow \,}{sp}}{\frac {\uparrow \,}{p}}{\frac {\uparrow \,}{p}}}
Similmente all'ibridazione {\displaystyle sp^{3}} del carbonio, la configurazione elettronica dell'azoto cambia in questo modo:
{\displaystyle 1s^{2}\;2s^{2}\;2p^{3}\;\to 1s^{2}\;2(sp^{3})^{5}}
Allocare cinque elettroni in quattro orbitali {\displaystyle sp^{3}} significa avere un orbitale completo di due elettroni e tre orbitali contenenti un elettrone spaiato. Questo spiega non solo i tre legami che l'azoto forma nei suoi composti, ma anche l'angolo di {\displaystyle 107^{\circ }} tra due legami - l'orbitale che ospita i due elettroni tende a comprimere gli altri tre, distorcendo la regolare geometria del tetraedro.
I due elettroni allocati nell'orbitale non coinvolto nel legame possono essere però impiegati per formare un legame dativo, tale comportamento è alla base del comportamento basico dell'ammoniaca e delle ammine.
Ultimo esempio è l'ossigeno, la cui configurazione elettronica cambia in questo modo:
{\displaystyle 1s^{2}\;2s^{2}\;2p^{4}\to 1s^{2}\;2(sp^{3})^{6}}
Allocare sei elettroni in quattro orbitali {\displaystyle sp^{3}} significa avere due orbitali completi di due elettroni ciascuno e due orbitali contenenti un elettrone spaiato. Questo spiega i due legami che l'ossigeno forma nei suoi composti e anche l'angolo di {\displaystyle 105^{\circ }} tra i due legami, tipico della molecola d'acqua - i due orbitali completi non impegnati nei legami tendono a comprimere gli altri due, distorcendo la regolare geometria del tetraedro in misura ancora maggiore a quanto visto nell'esempio precedente.
L'ibridazione è un processo che richiede energia, dato che gli orbitali {\displaystyle p} si trovano ad un livello energetico leggermente superiore a quello dei corrispondenti orbitali {\displaystyle s.} Tuttavia questa energia è ampiamente compensata dalla maggiore stabilità dei legami che l'atomo ibridato è in grado di formare.
Le ibridazioni tra orbitali {\displaystyle s} e {\displaystyle p} non sono le uniche esistenti. Gli elementi di transizione possono formare ibridi più complessi (ad esempio {\displaystyle d^{2}sp^{3}}), tipici dei composti di coordinazione.